# Cichobórz (województwo lubelskie)
Cichobórz (dawn. Cichoburz) – wieś w Polsce położona w województwie lubelskim, w powiecie hrubieszowskim, w gminie Hrubieszów.
| SIMC    | Nazwa             | Rodzaj    |
| ------- | ----------------- | --------- |
| 0889083 | Cichobórz-Kolonia | część wsi |

W latach 1975–1998 miejscowość administracyjnie należała do województwa zamojskiego. 
Wieś jest sołectwem gminy Hrubieszów, siedzibą rzymskokatolickiej parafii św. Maksymiliana Kolbego. Według Narodowego Spisu Powszechnego (marzec 2011 r.) liczyła 415 mieszkańców i była dziewiątą co do wielkości miejscowością gminy.
W 2019 roku mieszkaniec Cichoborza Mariusz Dyl odkrył największy skarb z okresu wpływów rzymskich na całej Lubelszczyźnie i jeden z największych znalezionych dotychczas w Polsce. Skarb ważył ok. 5,5 kg i składał się z 1753 srebrnych denarów rzymskich pochodzących z przełomu I i II wieku. Jest on uznawany za jeden z dowodów na wycofywanie się z tych terenów Wandalów pod naporem Gotów.
W Cichoborzu w 1699 roku w rodzinie szlacheckiej urodził się ks. Wojciech Bystrzanowski – jezuita, prowincjał małopolski, teolog, pedagog, filozof i matematyk.

## Historia
Wieś położona na wschodnim skraju gminy Hrubieszów, nad rzeką Bug, w obrębie Kotliny Hrubieszowskiej. Na terenie wsi pod koniec XIX wieku było jezioro Niżne, w dolinie Bugu o powierzchni 30 mórg i głębokości 6 stóp, z którego wody uchodziły do rzeki Bug. W latach 1392–1431 wieś należała do dóbr królewskich, choć krótko przed 1431 rokiem należała do kniazia Romana Lubartowicza (A. Janeczek 1993, s. 27). W 1431 roku Władysław Jagiełło nadał ją księciu bełskiemu Ziemowitowi V w nagrodę za udział w walkach ze Świdrygiełłą. Ten w roku 1432 nadał ją Jakubowi z Cichoborza herbu Ciołek. Następnymi właścicielami byli dwaj bracia: Piotr i Mikołaj z Cichoborza wymieniani w roku 1456 (A. Boniecki, t. III, s. 157). W 1463 roku wieś była w posiadaniu Baltazara z Cichoborza herbu Ciołek (3/4 łana), Sokołowskiej (3 i 1/2 łana) i Jana Korytki, żonatego z Anną z Wszepsów (1 łan) (A. Janeczek, A., Swieżawski 1991, s. 35). Tych trzech właścicieli wymienia rejestr poborowy z 1472 roku i wówczas było tutaj 5 i 1/4 łana użytków, a w części Sokołowskiej także karczma. Ponadto we wsi istniały dwa młyny (H. Stamirski 1968, s. 43–44). Baltazar z Cichoborza był synem Piotra, a ożenił się z Anną, córką Aleksandra z Husynnego. Następnymi właścicielami wsi byli: Śmieszek (1491 r.) i Mścisław (1492) z Cichoborza (A. Janeczek 1993, s. 363). Rejestr poborowy z 1531 roku notował tutaj 1 i 1/4 łana użytków (A. Jabłonowski 1902, s. 252). Przed 1523 rokiem Jan Tęczyński przejął za niespłacony zastaw. W 1552 roku tutejszy folwark wraz z częścią wsi wchodziły w skład tenuty kryłowskiej będącej we władaniu Tęczyńskich, a później ich spadkobierców (J. Kurtyka 1997, s. 447). W 1578 roku wieś była w posiadaniu Górków, od których dzierżawiła Międzyrzecka. Wówczas było tutaj 7 i 1/2 łana użytków, 11 zagrodników z ziemią, 1 szewc, 12 komorników i 1/4 łana pustek (A. Jabłonowski 1902, s. 219). W 1660 roku Koniecpolski wydzierżawił Szychowice i Cichobórz za 55 tys. złp Lipskiemu (H. M. Łaszkiewicz 198, s. 242). W 1685 roku Cichobórz i Szychowice od Jana Aleksandra Koniecpolskiego nabył Maciej Bystrzanowski herbu Starykoń, żonaty z Zofią Grodzińska (E. Sęczys 2000, s. 71). Około 1700 roku jako właściciel wsi występował Bystrzanowski (CPAHUL, Lustracja.... ok. 1700 roku), podobnie w 1750 roku (J. A. Wadowski 1907, s. 267). Zapewne Cichobórz wraz z Szychowicami po procesach sądowych przeszedł od Bystrzanowskich do Leszczyńskich. W 2 poł. XVIII wieku dobra Cichobórz należały do Michała Skarbek Leszczyńskiego, wojskiego horodelskiego, żonatego po raz pierwszy z Konstancją Orzęcką, a po jej śmierci z Barbarą Wolską, wdową po Sebastianie Lesieckim (A. Boniecki, t. XIV, s. 135). Następnie wieś przeszła na Józefa Benedykta Leszczyńskiego herbu Abdank (zm. 1791), ożenionego z Teresą Świeżawską. Od spadkobierców Józefa Benedykta Cichobórz nabył Franciszek Bystrzanowski, który był ich właścicielem w 1812 roku. W 1822 roku źródła notują jako właściciela wsi Wojciecha Bystrzanowskiego, a dzierżawcami byli: Leon Dąbrowski, właściciel Zawadek i Romuald Pohorecki (APZ, Akta hipoteki Zawadki). Zapewne wkrótce od Bystrzanowskiego kupił wieś Ignacy Jakub Czaplic-Pohorecki i prawdopodobnie wybudował tutaj dwór, spalony w 1914 roku (J. Peter 1947, s. 390; R. Aftanazy 1995, s. 16). Do 1858 roku dobra te należały do Franciszka Pohoreckiego, który zastawił je wraz z Terebiniem, Terebińcem i Strzyżowcem swemu bratu Adamowi. W 1867 roku Cichobórz odkupił Roman Pohorecki (1797-1879), ożeniony z Heleną Smolikowską za 300 tys. złp. W 1867 roku Cichobórz, Terebiniec, Strzyżowiec i Terebiń kupił od ojca za 133 333,10 zł Edward Pohorecki (APZ, Akta hipoteki Cichobórz). Spis z 1827 roku notował wieś w powiecie tomaszowskim i parafii Kryłów. Liczyła wówczas 92 domy i 598 mieszkańców (Tabella...., t. I, s. 74). W czerwcu 1831 roku powstańcy z korpusu gen. Wojciecha Chrzanowskiego przeprowadzili we wsi rekwizycję żywności (W. W. Bednarski 1993, s. 76). W 1845 roku istniały tu dwie karczmy, które uzyskały patent na dalsze prowadzenie wyszynku alkoholu (DzUGL, 1845 r., s. 392). Pod koniec XIX wieku folwark liczył 2153 morgi ziemi: 883 morgi gruntów ornych i ogrodów, 236 mórg łąk, 965 mórg lasu i 69 mórg placów i nieużytków. Wieś liczyła wówczas 71 osad i 851 mórg gruntu (SGKP, wypisy, s. 42). Wówczas istniała tutaj także gorzelnia, która w 1896 roku wyprodukowała 13 tys. wiader spirytusu (W. Bondyra 1993, s. 25). W 1913 roku dobra Cichobórz otrzymał w spadku po ojcu Kazimierz Pohorecki, żonaty z Komorowską. Był on właścicielem wsi do roku 1946, kiedy majątek o powierzchni 1061,63 ha przejął Skarb Państwa na cele reformy rolnej (R. Aftanazy 1995, s. 16; APZ, Akta hipoteki Cichobórz). Według spisu w 1921 roku byłow Cichobórzu 69 domów i 441 mieszkańców, w tym 5 Żydów i 382 Ukraińców (Skorowidz..., t. IV, s. 32). W XVII wieku istniała we wsi cerkiew. W 1695 roku tutejszym parochem był ks. Wasyl („Chołmsko-Warszawskij Eparchialnyj Wistnik”, nr 17/1893, s. 292).
W 1929 roku istniały we wsi: cegielnia i gorzelnia, obie należały do Kazimierza Pohoreckiego, ponadto drugą cegielnię posiadał M. Panasiak (Ks. Adr. 1929, s. 565). W okresie okupacji niemieckiej utworzono we wsi szkołę ukraińską (J. Doroszewski 1984, s. 158). Na przełomie lat 1949-1950 zorganizowano we wsi spółdzielnię produkcyjną. W 1982 roku na terenie cmentarza z I wojny światowej wybudowano murowaną kaplicę pw. św. Maksymiliana Kolbego. W 1990 roku kaplicę przemianowano na kościół rektoralny, a 6 maja 1991 roku biskup lubelski Bolesław Pylak erygował tutaj parafię rzymskokatolicką. Pierwszym proboszczem został ks. Janusz Romański (1991-1998), a w latach 1998–2001 funkcję tę pełnił ks. Eugeniusz Adamek. W kwietniu 1992 roku rozpoczęto budowę plebanii. Obok kościoła w 1989 roku wybudowano murowaną dzwonnicę.